# Baguida
Baguida est une ville de la banlieue de Lomé, la capitale du Togo.
Jadis elle-même capitale du Togo, l’actuelle ville de Baguida a réussi à s’imposer comme un des grands cantons de la préfecture du Golfe.
La ville est située à l’Est de Lomé sur la Nationale No 5 Lomé-Cotonou entre les quartiers Adamavo, Kagomé, Avepozo et le littoral.
Aujourd'hui, située à 13 kilomètres environ à l'est de Lomé, Baguida est le lieu de villégiature préféré des Loméens. Les weekends la capitale, devenue très exiguë et irrespirable, se vide de ses habitants qui viennent profiter du bon air marin de cette localité très touristique.

## Histoire

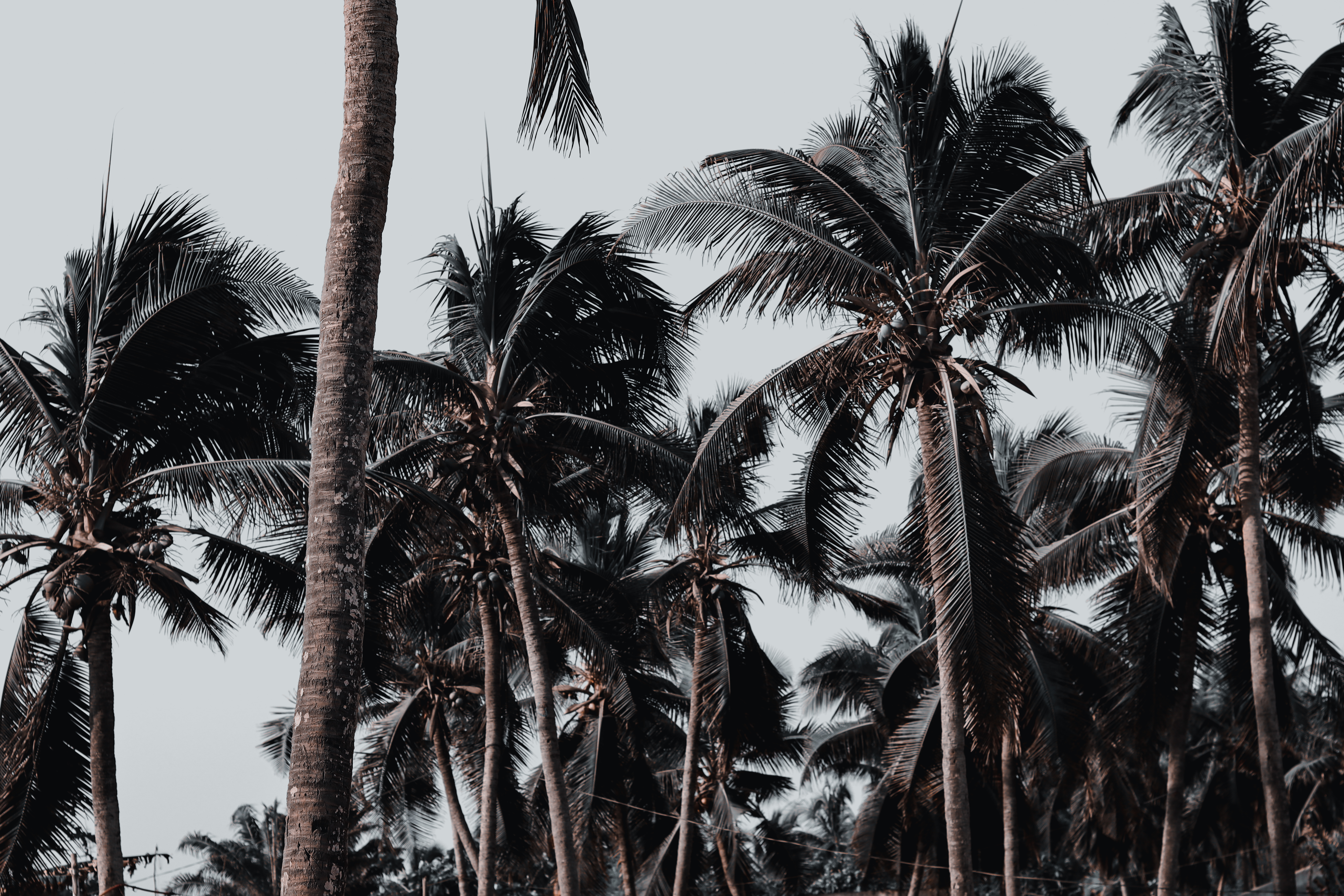
Palmiers à Avepozo.

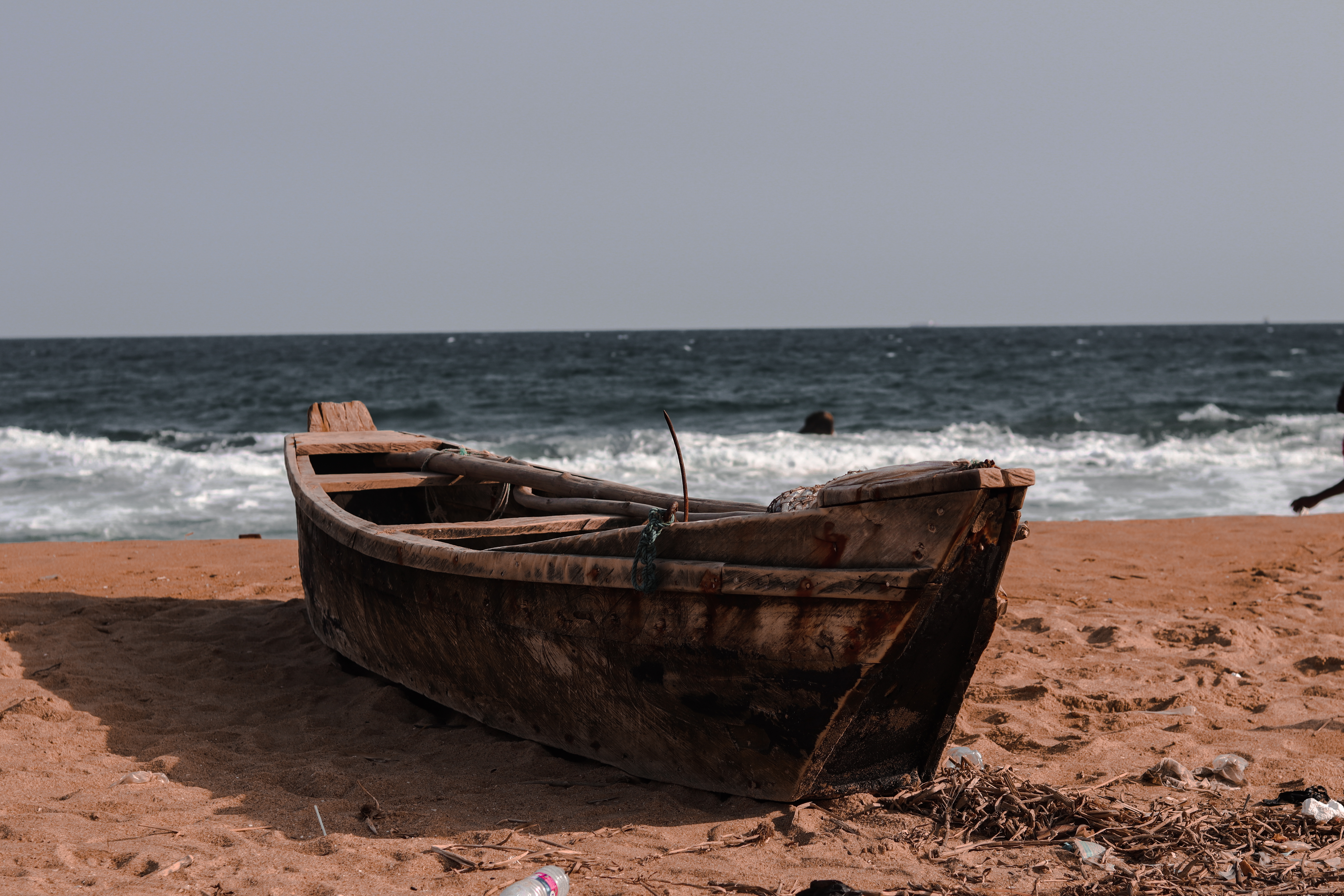
Bateau de pêche sur la plage à Avepozo.

Le village de Baguida a été créé, à la fin du XVIIe siècle, par l'arrière grand père de NOULEMEGBE Apélété (le Grand Père de Goodluck Del Dinero) originaire d'Aného. C’est au cours d’une expédition de chasse, qu’il découvrit cet endroit calme au sol sablonneux.
Cette région longeant la côte atlantique, était jadis entièrement forestière et regorgeait de nombreux gibiers et de terres fertiles. Pas si loin de là s’étirait le fleuve Zio.
Dans cette nature vierge et clémente, Sani et les siens se sont établis ; ils y cultivèrent des céréales, des tubercules et des légumineuses. Le village devint très peuplé et prospère, sa quiétude attira les colonisateurs qui installèrent la capitale du Togo entre 1884 et 1887.
La ville étendit sa puissance sur les villages environnants : Avépozo, Kpogan,, Noudokopé et Dévégo, attirant par son commerce florissant de nouveaux migrants venant des quartiers Adrométi, Hédzé et Apéyémé. Des colonisateurs allemands, français et britanniques y ont séjourné lors de leur conquête du territoire.
La signature du traité de protectorat à Baguida le 5 juillet 1884 fera de cette agglomération la première capitale du Togo colonie allemande jusqu'en 1893. Entretemps, en 1891 le Togo a été sous tutelle du Bureau des colonies qui était lui-même lié au ministère des Affaires étrangères allemandes. À partir de 1893 Aného succédera à Baguida et transmettra en 1897 le flambeau à Lomé.
À la suite des élections municipales, du 30 juin 2019, Baguida est devenu une commune et porte le nom de commune Golfe 7.